# Rot-rot-grüne Koalition
Unter einer rot-rot-grünen, rot-grün-roten oder grün-rot-roten Koalition (kurz Rot-Rot-Grün, Rot-Grün-Rot oder Grün-Rot-Rot, auch R2G) versteht man eine Koalition zwischen zwei sozialdemokratischen, sozialistischen, demokratisch-sozialistischen oder kommunistischen Parteien und einer grünen Partei.
In vielen Fällen werden bei der Attributkette rot-rot-grün nicht die Mehrheitsverhältnisse in der betreffenden Gebietskörperschaft berücksichtigt. Streng genommen müsste sonst z. B. die 2019 in Bremen gebildete Koalition stets „rot-grün-rot“ genannt werden, da die Grünen dort bei der Bürgerschaftswahl 2019 mehr Stimmen erhalten haben als die Linke. Auch steht (wie im Fall Thüringens ab 2014) das erste „rot“ nicht automatisch für die sozialdemokratische Partei in der Koalition.

## Deutschland
In Deutschland versteht man unter Rot-Rot-Grün eine Regierungskoalition zwischen SPD, der Partei Die Linke (und vorher der PDS) und Bündnis 90/Die Grünen. Ein solches Bündnis wurde auf Landesebene erstmals nach der Landtagswahl in Thüringen 2014 unter Bodo Ramelow (Linkspartei) gebildet, nachdem ein solches Modell zuvor bereits in mehreren Bundesländern mehrfach erwogen worden war. 2019 gab es neben der rot-rot-grünen Landesregierung in Thüringen auch eine solche Regierung in Berlin sowie nach der Bürgerschaftswahl am 26. Mai 2019 in Bremen.
Thematisch angedacht wurde ein rot-rot-grünes Bündnis bereits in der Erfurter Erklärung aus dem Jahr 1997.

### Zusammenarbeit in Kommunen
Auf kommunaler Ebene arbeiteten SPD, Linke und Grüne seit der Wahl 2009 in Erfurt eng zusammen und regieren die Stadt gemeinsam, ohne jedoch eine förmliche Koalition eingegangen zu sein. Auch in Saarbrücken arbeiteten SPD, Linke und Grüne seit 2009 zusammen, jedoch im Rahmen einer festen Koalition, welche auch bei der Wahl 2014 bestätigt wurde. Trotz weiter vorhandener Mehrheit für ein rot-rot-grünes Bündnis in Saarbrücken wurde dieses 2019 durch eine Jamaika-Koalition aus CDU, Grünen und FDP abgelöst. Seit dem Jahr 2014 arbeiten SPD, Linke und Grüne sowie zwei Stadträte der Piratenpartei im Stadtrat Dresden als Bündnis „Neue Perspektiven für Dresden“ zusammen.

### Zusammenarbeit in Ländern

#### Sachsen-Anhalt
In den Jahren 1994 bis 1998 gab es in Sachsen-Anhalt (Kabinett Höppner I) eine rot-grüne Minderheitsregierung, die von der PDS toleriert wurde. Diese von der PDS bzw. Linkspartei tolerierten Minderheitsregierungen werden auch als Magdeburger Modell bezeichnet, da Höppner diese Kooperation im Jahr 1994 in Magdeburg zum ersten Mal initiierte.

#### Thüringen

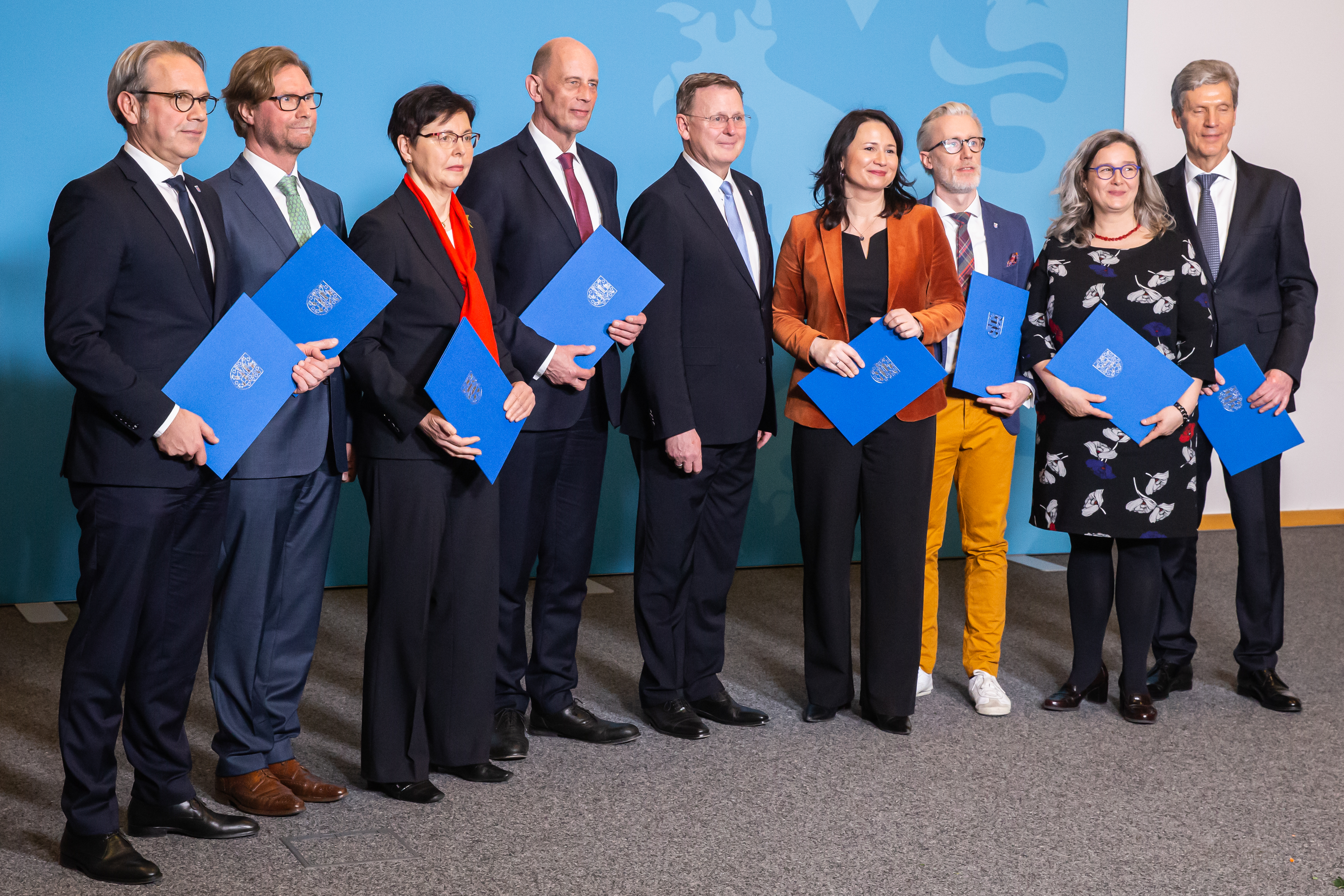
Thüringer Ministerpräsident Bodo Ramelow (m.) mit seinen Ministern und Ministerinnen im Kabinett Ramelow II am 4. März 2020.

Nach der Landtagswahl in Thüringen 2014 kam es zu einer rot-rot-grünen Koalition (Kabinett Ramelow I). Eine solche Koalition war schon Jahre früher erwogen worden, u. a. nach der Thüringischen Landtagswahl 2009 (s. Sondierungsgespräche zwischen SPD, Die Linke und Bündnis 90/Die Grünen), der Landtagswahl im Saarland 2009 und der Landtagswahl in Nordrhein-Westfalen 2010. Nach der Landtagswahl in Thüringen 2019, in deren Zuge es zu einer Regierungskrise kam, wurde Bodo Ramelow im März 2020 wiedergewählt (Kabinett Ramelow II).
Bodo Ramelow war nicht nur der erste linke Ministerpräsident in der Geschichte der Bundesrepublik Deutschland, er war auch der erste Ministerpräsident, der eine rot-rot-grüne Koalitionsregierung anführte.

#### Berlin
Eine Minderheitsregierung nach dem Magdeburger Modell gab es von 2001 bis 2002 auch in Berlin (Senat Wowereit I).
Im Bundesland Berlin bildeten SPD und Linkspartei nach der Wahl zum Abgeordnetenhaus im Jahr 2006 erneut eine gemeinsame Regierung, die sich auf eine absolute Mehrheit der Stimmen der Parlamentarier beider Parteien im Abgeordnetenhaus stützte. Spitzenpolitiker von Bündnis 90/Die Grünen äußerten, eine rot-rot-grüne Koalition – mit der Folge einer vergrößerten Regierungsmehrheit – für nicht ausgeschlossen zu halten.

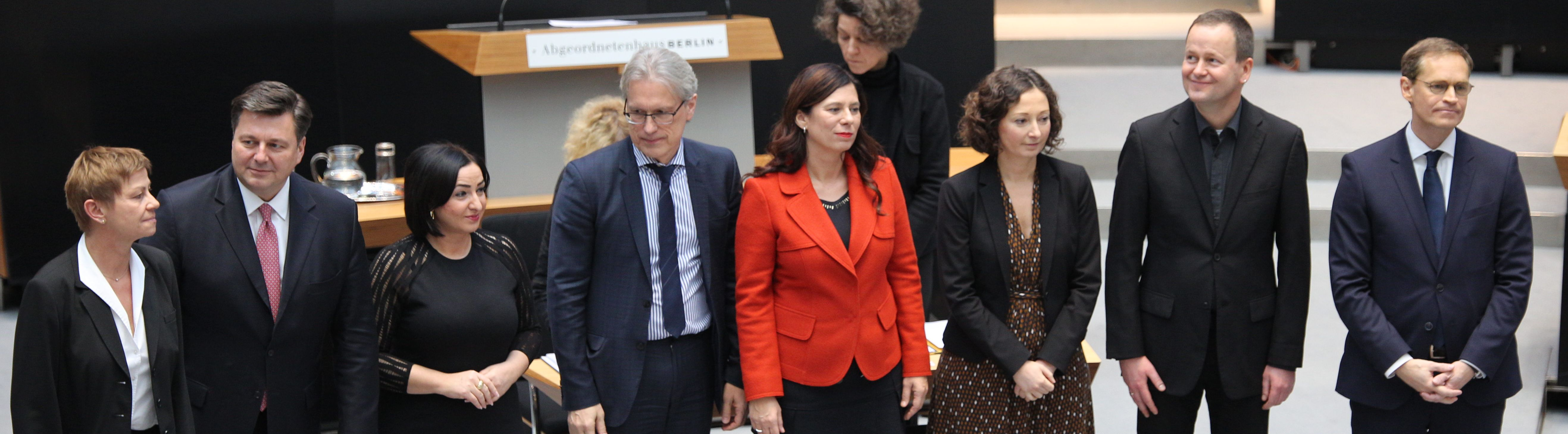
Regierender Bürgermeister Michael Müller (r.) mit seinen Senatoren und Senatorinnen im Senat Müller II am 8. Dezember 2016.

Nach der Berlinwahl 2016 kam es am 8. Dezember 2016 zur ersten rot-rot-grünen Koalition unter SPD-Führung, siehe auch Senat Müller II. Diese wurde nach der Berlinwahl 2021 bis 2023 als rot-grün-rote Koalition fortgesetzt, siehe auch Senat Giffey.

#### Bremen
Nach der Bürgerschaftswahl in Bremen 2019 fanden Koalitionsverhandlungen zwischen SPD, Bündnis 90/Die Grünen und Die Linke statt. Diese waren erfolgreich und fanden die Zustimmung aller drei Parteien. Die erfolgreiche Abstimmung über den Senat Bovenschulte I in der Bremer Bürgerschaft erfolgte am 15. August 2019. Die Koalition wird seit Juli 2023 fortgesetzt (Senat Bovenschulte II).

### Bundesebene
Bereits 2004 bildeten vorwiegend junge und eher linke SPD-Abgeordnete einen Thinktank namens „Denkfabrik“, der sich ab 2008 mit den Möglichkeiten einer Öffnung der SPD in Richtung Linkspartei beschäftigte und Kontakte zu Politikern der Linken pflegte.

#### 2005
Nach dem Verlust der rot-grünen Mehrheit im Deutschen Bundestag durch die Bundestagswahl 2005 hätte ein rot-rot-grünes Bündnis über eine absolute Mehrheit von 327 Sitzen verfügt. Damit wäre sie die Koalition der knappsten Mehrheit (minimum winning coalition), die nach der älteren politikwissenschaftlichen Koalitionstheorie als wahrscheinlichste Koalitionsform galt, da so ein Maximum an Macht mit einem Minimum an Amtsträgern hätte erreicht werden können. Da es sich dabei auch noch um auf der Links-rechts-Skala benachbarte Parteien handelt, wäre es zudem die minimale verbundene Gewinnkoalition (minimum connected winning coalition), die Koalition der knappsten Mehrheit ideologisch benachbarter Parteien. Da es jedoch vor der Wahl aufgrund inhaltlich unvereinbarer Positionen (Hartz-Konzept) eindeutige Koalitionsaussagen von SPD, Linkspartei und Grünen gab, die eine derartige Koalition ausschlossen, fiel diese Koalitionsvariante auch bei koalitionstheoretischen Erwägungen aus dem Raster.
Sowohl in der SPD als auch in der Linken bestanden teilweise erhebliche parteiinterne Bedenken gegen ein entsprechendes Regierungsbündnis. Hinzu kommen persönliche Abneigungen insbesondere sozialdemokratischer Politiker gegenüber Führungskräften der Linkspartei wie beispielsweise dem ehemaligen SPD-Vorsitzenden Oskar Lafontaine. Auch auf Seiten der Partei Bündnis 90/Die Grünen bestanden laut Parteichefin Claudia Roth 2005 inhaltliche Differenzen zur Linken in einem Maße, das allein bereits ein rot-rot-grünes Regierungsbündnis auf Bundesebene schwierig mache.
In einer Umfrage von Infratest dimap im Auftrag der ARD vom 1. August 2005 erklärten 28 Prozent der Befragten, dass SPD, Grüne und Linkspartei eine rot-rot-grüne Koalition nach der Bundestagswahl bilden sollten, wenn dies rechnerisch möglich wäre. In den neuen Bundesländern befürworteten dieses Vorgehen 44 Prozent der Befragten, in den alten Bundesländern dagegen nur 24 Prozent. Allerdings landete die rot-rot-grüne Koalition bei der Frage, welche Koalition „am besten für Deutschland“ sei, mit nur 10 Prozent auf dem vierten Platz hinter den Varianten Rot-Grün (14 %), Schwarz-Gelb (29 %) und der großen Koalition (39 %).

#### 2009
Laut des ZDF Politbarometers vom 15. August 2008 wurde eine rot-rot-grüne Koalition auf Bundesebene von 67 % der Deutschen als schlecht und von 17 % als gut empfunden. Bei der Bundestagswahl 2009 erzielte sie keine Mehrheit.

#### 2013
Nach der Bundestagswahl 2013 erklärte die neu gewählte Fraktionsvorsitzende der Grünen Göring-Eckardt ihre Bereitschaft zu rot-rot-grünen Sondierungsgesprächen. Der SPD-Vorstand erklärte im November 2013, während der Koalitionsverhandlungen mit der CDU, seine Bereitschaft zur Bildung von zukünftigen rot-rot-grünen Koalitionen.

#### 2021
Für die Bundestagswahl 2021 hielt die SPD-Vorsitzende Saskia Esken ein rot-rot-grünes Bündnis für „möglich und denkbar“. Auch von führenden Politikern von Grünen und Linken wurde Interesse an einer Koalition signalisiert. Im August 2021 (einen Monat vor der Wahl) erhielt ein rot-rot-grünes Bündnis im ZDF Politbarometer eine Zustimmung von 37 % und eine Ablehnung von 47 %, wobei diese Koalitionsmöglichkeit zusammen mit einem Ampelbündnis aus SPD, Grünen und FDP die höchste Zustimmung erhielt.
Von SPD-Kanzlerkandidat Olaf Scholz und Grünen-Kanzlerkandidatin Annalena Baerbock wurde im Wahlkampf ein rot-grün-rotes Bündnis nie kategorisch ausgeschlossen, was für große Aufregung in der Union sorgte, da die Umfragen zuletzt eine knappe Mehrheit für diese Koalition vorausgesagt hatten.
Bei der Bundestagswahl am 26. September wurde eine rot-grün-rote Mehrheit knapp verfehlt, dies lag vor allem an der Schwäche der Linken (4,9 %). Die SPD wurde stärkste Kraft mit 25,7 %, die Grünen erreichten 14,8 %.

## Österreich
In Österreich versteht man unter rot-rot-grün eine Koalition aus SPÖ, KPÖ und Grünen.
Eine solche Konstellation findet auf Bundesebene keine Beachtung, da die KPÖ nicht im Nationalrat vertreten ist.
Auf kommunaler Ebene wurde 2003 die Möglichkeit einer rot-rot-grünen Kooperation in Graz diskutiert, die KPÖ erreichte hier einen noch nie dagewesenen Erfolg von knapp 21 % und wurde dicht hinter den Sozialdemokraten drittstärkste Kraft. Letztendlich scheiterte Rot-Rot-Grün an den Kommunisten. Nach der Gemeinderatswahl in Graz 2021 wurde eine rot-rot-grüne Koalition unter Führung von Elke Kahr (KPÖ) als Bürgermeisterin gebildet.
In Österreich werden aus Tradition große Koalitionen oder andere stabile Zweierbündnisse politisch instabileren Dreierkoalitionen vorgezogen.

## Frankreich
Die in den Jahren 1997 bis 2002 amtierende Regierung der Gauche plurielle von Premierminister Lionel Jospin kann als rot-rot-grüne Koalition bezeichnet werden. Ihr gehörten Mitglieder der Sozialistischen Partei, der Kommunistischen Partei Frankreichs, der Grünen (Vorgänger von Europe Écologie-Les Verts) sowie zweier weiterer linker Parteien an. Sie war seit den 1960er Jahren die erste französische Regierung, die ohne Wechsel des Premierministers während einer vollen Legislaturperiode im Amt blieb.

## Norwegen
Die von 2005 bis 2013 bestehende Regierungskoalition unter Ministerpräsident Jens Stoltenberg wurde als „rot-grüne Regierung“ bezeichnet, von deutschen Medien auch als Rot-Rot-Grün. „Grün“ meint in diesem Zusammenhang nicht die norwegische Kleinpartei Miljøpartiet De Grønne (Mitglied der Europäischen Grünen Partei), die nicht im Parlament vertreten war, sondern die ebenfalls mit ökologischen Schwerpunkten auftretende Zentrumspartei.

## Rundfunkberichte
- Henry Bernhard: Ministerpräsidentenwahl in Thüringen – Bewährungsprobe für Rot-Rot-Grün, Deutschlandfunk – „Hintergrund“ vom 4. Dezember 2014